# 沢の鶴資料館
沢の鶴資料館（さわのつるしりょうかん）は兵庫県神戸市灘区にある資料館。沢の鶴の古い酒蔵を転用して、資料館として公開されている。
館内では、貴重な酒造りの道具や、灘酒の伝統文化を展示している。

## 概要
- 1980年（昭和55年） - 「兵庫県有形民俗文化財」の指定を受ける。
- 1995年（平成7年）1月17日 - 阪神・淡路大震災で被災して全壊する。
- 1999年（平成11年）- 新たな免振システムを施し、復興再建。

## 施設・展示
資料館１階
- 釜「洗米」「蒸米」コーナー
- 醪「醪仕込み」コーナー
- 搾「上槽」コーナー
- その他　地下構造の「槽場」跡、酒造りの歳時記の映像　など

資料館２階
- 酛「酛仕込み」コーナー
- 麹「麹づくり」コーナー
- その他　昔の酒造りの道具、樽廻船の模型　など

ミュージアムショップ
- お酒を中心とした土産品の販売や唎酒

## 利用情報
- 所在地　〒657-0852　兵庫県神戸市灘区大石南町1-29-1
- 営業時間　10：00～16：00　（10名以上は要予約）
- 定休日：毎週水曜日（祝日の場合は開館）、盆休み（8月中旬1週間）、年末年始
- 入館無料
- ひょうごっ子ココロンカードの対象施設になっている。
- ミュージアムショップも営業時間は同じ

## 交通アクセス
- 神戸市灘区大石南町1-29-1
  - 電車：阪神電車 大石駅 から南へ 徒歩約10分
  - 車：阪神高速3号線 摩耶出口より 約5分